# Conicochernes
Conicochernes es un género de arácnido del orden Pseudoscorpionida de la familia Chernetidae.

## Especies
Las especies de este género son::
- Conicochernes brevispinosus (L. Koch & Keyserling, 1885)
- Conicochernes crassus Beier, 1954
- Conicochernes doyleae Kennedy, 1990
- Conicochernes globosus Beier, 1954
- Conicochernes incrassatus (Beier, 1933)